# Arika
Arika är ett spelutvecklingsföretag från Japan. Företaget bildades år 1996 och bestod till att börja med till större delen av före detta anställda hos det japanska företaget Capcom. Ett av företagets spel är Forever Blue till Nintendo Wii.